# Carlos Nelli
Carlos Nelli (Carlos Joel Nelli; * 3. Dezember 1902 in São Paulo; † 1994) war ein brasilianischer Stabhochspringer.
1931 gewann er bei den Leichtathletik-Südamerikameisterschaften in Buenos Aires Bronze.
Bei den Olympischen Spielen 1932 in Los Angeles gelang ihm kein gültiger Versuch.
Seine persönliche Bestleistung von 3,925 m stellte er 1932 auf.